# Сан
Сан је ментална активност током спавања. Не подлеже критичности, невољна је и ирационална. Сан најпотпуније помаже у проучавању несвесног и спознавању самог себе. Многи истраживачи људске душе посветили су своје време сновима, у нади да ће открити смисао и значај сна.
Сан је низ слика, идеја, емоција и сензација који се обично нехотице јављају у уму током одређених фаза сна. Људи проводе око два сата сањајући по ноћи, и сваки сан траје око 5 до 20 минута, иако сањар може да перципира сан као много дужи од овог.
Сањање и сан су испреплетени. Снови се углавном јављају у фази брзог покрета очију (РЕМ) - када је активност мозга висока и подсећа на будност. Пошто се РЕМ сан може открити код многих врста, и пошто истраживања сугеришу да сви сисари доживљавају РЕМ, повезивање снова са РЕМ спавањем довело је до претпоставки да животиње сањају. Међутим, људи такође сањају током не-РЕМ спавања, а не сва РЕМ буђења изазивају извештаје о сновима. Да би био проучаван, сан се прво мора свести на вербални извештај, који је приказ субјектовог сећања сна, а не самог субјектовог искуства сна. Дакле, сањање животиња је тренутно недоказиво, као и сањање људских фетуса и превербалних новорођенчади.

## Субјективно искуство
Сачувани списи из раних медитеранских цивилизација указују на релативно наглу промену субјективног искуства сна између антике бронзаног доба и почетака класичне ере.
У сновима о посетама о којима се говори у древним списима, сањари су били углавном пасивни у својим сновима, а визуелни садржај је првенствено служио за уоквиривање ауторитативних слушних порука. Гудеа, краљ сумерског града-државе Лагаша (владао око 2144–2124. п. н. е.), обновио је храм Нингирсу као резултат сна у којем му је речено да то учини. После антике, пасивно слушање снова посета у великој мери је уступило место визуелизованим наративима у којима сањар постаје лик који активно учествује.
Од 1940-их до 1985. Калвин С. Хол је прикупио више од 50.000 извештаја о сновима. Године 1966. Хол и Роберт Ван де Касл објавили су  The Content Analysis of Dreams, у којој су представили систем кодирања за проучавање 1.000 извештаја о сновима студената. Резултати су показали да су учесници из различитих делова света показали сличност у садржају снова. Једини остатак античке ауторитативне фигуре из снова у списку ликова из снова у Холу и Ван де Каслу јесте укључивање Бога у категорију истакнутих личности. Холове комплетне извештаје о сновима учинио је јавно доступним средином 1990-их његов штићеник Вилијам Домхоф. Новије студије извештаја о сновима, иако пружају више детаља, настављају да позитивно цитирају Холову студију.
У Холовој студији, најчешћа емоција која се доживљава у сновима била је анксиозност. Остале емоције укључивале су напуштеност, љутњу, страх, радост и срећу. Негативне емоције су биле много чешће од позитивних. Холова анализа података је показала да се сексуални снови не јављају више од 10% времена и да су чешћи код младих до средњих тинејџера. Друга студија је показала да 8% снова и мушкараца и жена има сексуални садржај. У неким случајевима, сексуални снови могу довести до оргазма или ноћних емисија. Они су колоквијално познати као „влажни снови“.
Визуелна природа снова је генерално веома фантазмагорична; односно различите локације и објекти непрекидно се стапају једни у друге. Визуелни елементи (укључујући локације, људе и објекте) генерално одражавају сећања и искуства особе, али разговор може попримити веома преувеличане и бизарне облике. Неки снови могу чак испричати разрађене приче у којима сањар улази у потпуно нове, сложене светове и буди се са идејама, мислима и осећањима која никада нису искусили пре сна.
Људи који су слепи од рођења немају визуелне снове. Њихови садржаји снова су повезани са другим чулима као што су слух, додир, мирис и укус, која год да су присутна од рођења.

## Фазе сна
Постоје фазе сна са индивидуалним карактеристикама:
| Фаза сна      | Карактеристике |
| ------------- | --- |
| Пре прве фазе | Десинхронизовано таласање више фреквенце (15—30 херца) и мале амплитуде које су карактерстичне за будно стање, редукују се на 10, амплитуда се повећава на око 30 миливолти и стварају се алфа таласи (Бергерови таласи).                                                                                |
| Прва фаза     | Ниска ЕЕГ волтажа, повремени спори тета таласи, ретки покрети очних булбуса, смањен мишићни тонус, траје десетак минута; сневач се повремено враћа у ову фазу када му се сан "истањи". |
| Друга фаза    | Карактеристична по првим јављањима усамљених таласа повећане волтаже (око 50 микроволти) званих "вретено", које одмах прати нагли пад, или по присуству К-комплекса, негативан отклон па потом скок волтаже за укупно 250 миливолти. Јављају се и спори таласи велике волтаже; тонус мишића и даље опада |
| Трећа фаза    | Повећава се проценат спорих таласа (20—50%) и повремено се јављају "вретена". |
| Четврта фаза  | Спори таласи чине преко 50%; јављају се веома спори делта таласи са највећом амплитудом (до 200 микроволти). |

## Објашњење снова
Настајање и сврха снова нису у потпуности разјашњени, ипак, ова тема је будила интересовања у многим људима током целокупне историје. Наука која се бави сновима се зове онирологија. Научници верују да свако сања, али људи се повремено не сећају свог сна. По научним истраживањима човек запамти само 5% од онога што сања. Сан је директно повезан са подсвешћу. Особа пробуђена из REM фазе сна ће се највероватније сећати свог сна.
Снови обично настају током поменуте фазе сна. Током REM (rapid-eye movement) фазе сна, људски мозак је најзапосленији. РЕМ фаза је добила назив по томе што у овој фази сна очи почињу несвесно да нам се померају. У току сна, сви рецептори у мозгу се активирају изузев једног. Рецептор за логику. Нејасно је зашто, али се само овај део мозга „гаси“ у току сна, зато не можемо да мислимо док сањамо, нити да схватимо да сањамо. Без логике која би нас обично покретала, несвесно почињемо да се ослањамо на инстинкте, тј. покушавамо да се прилагодимо стању сна који сами стварамо. Ако сан настане у било којој дугој фази, он ће бити мање јасан и слабије ће се памтити од сна који настане у РЕМ фази. Снови могу да трају само неколико секунди па до 20 минута.
Сан може да изгледа сасвим нормално, а са друге стране може бити и у потпуности надреалан. Снови могу да буде креативне мисли као и инспирацију у појединцу који их сања. Ликови (пројекције) у сну могу да буду веома блиске особе, али ипак, пројекције су најчешће апсурдне и нереалистичне. Снови су обично ван контроле појединца, са изузетком луцидних снова, где је особа свесна да сања и са том идејом може да контролише целокупан сан. Ипак, људи нису обично свесни да сањају.
Човекова подсвест гради сан, тако да све што очекујете да ће се десити у сну, ће се и десити. Обично призор сна говори о ком се сну ради и да ли су пројекције позитивци или негативци (пр. ако пада киша и мрак је, велика је вероватноћа да је у питању кошмар и да су пројекције негативци). Постоји више врста снова од којих је најпознатији кошмар, најкреативнији луцидан сан (након кога се особа цео дан необјашњено осећа срећном) и најреалистичнији од свих је сан унутар сна или познатија као лажно буђење. Ова врста сна може да буде узнемирујуће реалистична, и тешко је спознати разлику да ли особа сања или је будна. Овај тип сна настаје кад у току сна човек доживи шок, схвати да сања, и нагло покуша да се пробуди. Ипак, уместо да се пробуди, промени целокупан сан, сањајући да је сањао претходни сан, тј. сада појединац сања како се буди и почиње да ради дневне ствари које подсвесно ради.

## Тумачење снова у историји
Још од најстаријих времена, све докле допиру трагови историје, човек је својим сновима придавао некад већи, а некад мањи значај. На социокултурној мапи древних цивилизација снови су имали повлашћен статус. Култ сна и његово тумачење били су уграђени у све важне форме приватног и јавног живота. Тумачење снова било је намењено само одабранима.
Током историје цивилизације, у многим друштвима снове су користили врачеви да би поставили дијагнозу неке болести или ушли у спиритуални свет. Најзначајнија мисија сна било је спознавање будућности, у човековој тежњи да растумачи сопствену судбину и судбину света у коме живи. Стари Египћани и стари Грци веровали су да су то поруке од Богова, Римљани су им се обраћали како би од њих добили савет или пророчанство. За будисте су снови знакови који пресецају путање мишљења и пред сањача израњавају магловито попут одраза у огледалу, док су кинески мудраци држали да су снови догађаји онда када се душа, хун, привремено одвоји од тела и тада може разговарати са духовима, душама мртвих или са боговима.
Египћани
Најстарији откривени списи посвећени сновима потичу из древног Египта, у коме су снови били тесно повезани са високом политиком. Стари Египћани су веровали да човекова душа у сну бива ослобођена телесних окова и урања у небески праокеан да би, након буђења изронила подмлађена, освежена и очишћена. Праокеан је симболизовао царство мртвих.
Стари Грци
Грчки човек је био убеђен да живи у свету пренасељеном знацима. Пророчанства су била целовити део духовног и културног амбијента, а највећи значај придаван је сновима. У старој Грчкој нису сви снови били достојни тумачења, већ само они који су се третирали као послати од богова, демона или хероја. Међутим, Грци су се разликовали по томе што нису неговали култ пророка, тј. нису признавали право тумачења само одређеним појединцима.
Снови су веза између човека и богова. Смртници преко сна спознају вољу богова, која се исказује у скривеном облику. Постојали су храмови посвећени богу сна („институције за посредовање“). Поред храмова су се градиле посебне ћелије са спаваче – клине, од чега је после и изведен назив клиника. У старој Спарти су постојали ефори – посебни државни службеници који су задужени за сневање (извештавали о вољи богова, да ли је право време за поход, какви ће исходи битке бити и сл.). Асклепијус (Ескулап) је бог спавања и оздрављења, а Онир је бог сневања. Дакле, правили су разлику између сневања и спавања.
Спавање и снови служе здрављу (пре свега се подразумева одмор тела). Неки аутори наглашавају значај снова за оздрављење посебних органа нпр.варење, чула, избегавање болести, чишћење крви итд.
Аристотел у својој Књизи о сновима повезује спавање са радом срца - њему је пре свега потребан, а потом и чулима. Снови су ођек дневних збивања: сви догађаји у будном стању остављају трагове у чулима и мозгу, који се ноћу, док спавамо и док нема прилива нових чулних утисака они преплићу и граде причу сна. Ове Аристотелове идеје + идеја о пророчанству снова доминантне су све до појаве неуронаука током 18. и 19. века.
У 2. веку Артемидор скупио све списе о сновима до тада у делу Онеирокритика. 
Сан у исламу
Куран казује да „Бог у сну узима душе; ономе коме продужи живот враћа душу“, а у супротном се збива смрт. Такође се каже да „Бог узима душе и у часу смрти“ (Куран XXIX, 30).
За Ибн Арабија, сан је један од путева „оностраног до овостраног“, поред надахнућа (ilham), која се сматра „разбуђивањем будности“, и објаве (wahy), која је највиши облик разбуђивања човечанства - тим путем је Мојсије добио Заповести, Давид Псалме, Исус Јеванђеље, а Мухамед Куран. Снови у којима се спавачу нешто рекло (у којима је он нешто чуо) се у исламској традицији називају истиноносним сновима и они су зрнца једности (tawhida) која нам се подарују у пропламсајима.

### Фројдова теорија снова
Фројд је открио да сан има смисао који је непознат свести сневача, али људи, ситуације и контексти из снова су виђени као симболи дубљих менталних конструката. По Фројду, сан је изопачена замена за несвесно. Скривено, право значење сна може се открити анализом сна. То је техника која се користи у психоанализи и другим формама психотерапије и саветовања у којима стручњак интерпретира снове клијента. Фројд је веровао да је анализом снова омогућен приступ подсвесном, односно да је схватање суштине снова „царски пут у несвесно”. Фројд је упоређивао своју методу тумачења снова са радом археолога на дешифровању хијероглифа. За Фројда снови су поруке из људске подсвести, тајне шифре и знакови онога што се дешава у дубини људске душе. Фројдова изворна техника тумачења снова била је техника слободних асоцијација. Показао је разлику између садржаја доживљеног у сну, чији исказ нема примарну вредност, и скривене, латентне жеље која крије право значење слика из сна. Сан не понавља верно податак (надражај) из стварности, већ га прерађује, прави алузију. Ту алузију треба одгонетнути и открити шта алузија скрива, а сан поручује. Сан претежно мисли у визуелним сликама, али ипак не искључиво у њима. Ради такође са слушним сликама и у мањој мери са утисцима које дају остала чула. Сан исплете мрежу од низа дешавања, мисли и слика, преклопљених међусобно и изложи се сневачу као филм на платну. Сневач, као најпажљивији и једини гледалац најчешће не разуме и не схвата своје ремек-дело. Проналажење латентне мисли сна, која је од пресудног значаја, веома је отежано услед посебне функције психе тј. цензуре која изокреће слике сна, чини их непрепознатљивим и штити сан од удараца неугодних сећања. Изопачење сна је заправо дејство цензуре сна.

#### Рад сна
Рад сна обрађује супротности скривеног сна и преобраћа скривени сан у очигледни.
Састоји се из четири фазе:
- Сажимање чини сан непровидним. Очигледни сан има мање садржаја него скривени, који је богатији обимом и садржином. Један очигледни елеменат одговара већем броју скривених елемената. Сажимање настаје тиме што се:
  - Извесни скривени елементи избацују
  - Од понеких комплекса скривеног сна прелази у очигледни сан само један одломак
  - Скривени елементи који имају нешто заједничко стапају се у јединствену целину за очигледни сан
- Померање је дело цензуре сна и има два испољења:
  - алузијом се замењује латентни елемент
  - психички нагласак прелази са једног важног елемента на неки други неважан, тако да се чини да је сан померио своје тежиште
- Претварање мисли у визуелне слике је психолошки најинтересантнија фаза. Није све у мислима подвргнуто том претварању, понешто задржава свој облик, па се у очигледном сну појављује као мисао или знање. Неки елеменат који се тешко сликовито представља, исказује се симболично.
- Секундарна обрада се односи на логичко повезивање наизглед неповезаних сећања, опажања и др. Да би манифестни садржај сна био логичан и разумљив мора проћи кроз секундарну обраду.[14]

#### Рад тумачења
Рад тумачења сна је рад који иде у супротном правцу од рада сна и од очигледног сна хоће да доспе до скривеног сна. Тумачење сна заправо значи дати сну његов смисао.
Фројдова правила у тумачењу снова:
- не водити бригу о манифестном, о ономе што се чини да сан казује, јер то није ни у ком случају оно несвесно које тражимо;
- ограничити рад сна на то да за сваки елемент откријемо другачије значење без обзира на то колико се удаљује од елемента;
- сачекати док се скривено, тражено несвесно не јави само од себе, јер се тражећи можемо удаљити од решења; понекад је потребна само једна помисао да нас од елемента сна одведе до несвеснога у њему, док су други пут за то потребни дуги низови асоцијација.

### Јунговско тумачење сна
Карл Густав Јунг, рани Фројдов следбеник, тврдио је да је функција снова да компензују оне делове људске психе који се нису довољно развили током будног стања. Јунг сан посматра као природни феномен и ненамерну појаву, која не зависи од воље, жеље, намере или постављених циљева свесног дела личности. Несвесни садржаји су човеку потребни ради допуне свесних садржаја, јер се, како Јунг истиче, свест може дресирати, али несвесно никада. За Јунга је бављење питањем несвесног, а тиме и сновима који су специфични и спонтани израз тог несвесног, било од животног значаја и јер се ту радило о духовном бити или не бити. Отуда је Јунг снове сматрао prima materiom свог животног дела. Јунгова животна филозофија каже да човек постаје целовит, потпун, смирен, плодан и срећан, једино када је процес индивидуације довршен, кад су свесно и несвесно научили живети у миру и допуњавати једно друго.
Снови немају само функцију лечења, већ нас и подучавају, допуњују, усмеравају, инспиришу, указују нам где грешимо и где смо неприлагођени и, коначно, дају нам одговоре на питања и решења за проблеме са којима свесни део наше личности не може да изађе на крај, будући да свест, за разлику од несвесног, никада не види целину. Стога се у ери научног тумачења снова сан користи као извештач несвесног. Јунг истиче компензаторну, негативно-компензаторну тј. редуктивну и проспективну функцију сна.

### Активационо-синтетска теорија сна
Модерну алтернативу Фројдовој емпиријски непотврђеној теорији дао је Ален Хобсон 1989 год. кроз своју активационо-синтетску теорију. Ова је теорија заснована на чињеници да током REM спавања многи мождани трактови бивају активирани и услед тога бомбардују кору великог мозга нервним сигналима. С обзиром да су ови сигнали односно информације углавном случајни, кора великог мозга покушава да од њих направи целовиту причу те их уграђује у сан. Ова теорија не негира у потпуности да снови имају одређено значење. Особа која сања покушава да направи целовиту причу од низа случајних информација и она то чини на њој специфичан начин. Осим тога активација можданих трактова није у потпуности случајна и она може бити одраз дневних активности, емоционалног стања, мисли, итд.

### Клиничко-анатомска хипотеза сна
Клиничко-анатомска хипотеза која даје алтернативни поглед на претходно гледиште проистиче из клиничких студија пацијената са повредама мозга. Као и активационо-синтетска теорија и она полази од става да је сан инициран активацијом трактова у мозгу који ове стимулусе комбинују са информацијама којима мозак тренутно манипулише, и са стимулусима које тренутно прима и обрађује (звук, додир и сл), али мањи значај придаје случајној активацији трактова. Ова теорија на сан гледа као на неку врсту процеса мишљења под неуобичајеним околностима. Неуобичајене околности представља чињеница да током сна нема уобичајених стимулуса из визуелних, аудиторних и осталих сензорних рецептора што проузрокује нижу активност примарног кортекса који обрађује ове стимулусе и већу активност других делова мозга који учествују у формирању слика и звукова. Супримирана је и активност примарног моторног кортекса те нема акције, као и активност префронталног кортекса задуженог за радну меморију. Према овој теорији у току сна имамо осећај изненадног догађаја без икакве намере да реагујемо. Током сна забележена је висока активност у паријеталном кортексу задуженом за визуелно-просторну перцепцију, и у хипоталамусу и амигдали које играју улогу у емоционалном одговору (Gvilia, Turner, McGinty, & Szymusiak, 2006). Дакле, комбинација унутрашњих и спољашњих стимулуса, према овој теорији доводи до активације делова паријеталног, окципиталног и темпоралног кортекса што резултира појавом сна.